# سالاردول (مقاطعة دلفان)
سالاردول (بالفارسية: سالاردول) هي قرية تقع في قسم ايتيوند الجنوبي الريفي (مقاطعة دلفان) في إيران. يقدر عدد سكانها بـ 19 نسمة بحسب إحصاء 2016.